# Леса Албании
Леса Албании — комплекс лесных массивов на территории Албании. В лесном фонде страны на хвойные породы приходится только 149 тыс. га (12% древостоя в 1980 году), а на лиственные — 1 130 000 га (88%). Общий запас промышленной древесины оценивается в 80 млн м³. Наибольшие лесные массивы занимают горные северные, северо-восточные и юго-восточные окраины страны. По древостою леса Албании делятся на: высокие — 46%, молодые — 29%, кустарниковые — 25%. Главные породы: разные дубы — 32%, бук — 17%, сосны — 17%, пихта — 2%, другие широколиственные породы — 34%.

## Зонирование
Леса страны, в зависимости от высоты над уровнем моря и экспозиции склонов, можно условно разделить на 3 пояса.
- Прибрежный пояс тянется от побережья в глубь страны до высот 300 м на севере и 900 м на юге. Растительные формации представлены типичным средиземноморским маквисом — сочетанием вечнозеленых кустарников с широколиственными породами деревьев: дуб каменный, Вереск древовидный (Erica arborea), земляничное дерево красное (Arbutus andrachne), маслина (Olea europaea), иудино дерево (Cercis siliquastrum), олеандр (Nerium oleander), фисташка (Pistacia), держидерево (Paliurus spina-christi). Благодаря деятельности человека в этом поясе весьма распространены фруктовые деревья: гранат (Punica), апельсин (Citrus sinensis), миндаль (Prunus dulcis), фундук (Corylus avellana), яблони (Malus).
- Дубовый пояс охватывает склоны гор на высотах от 300 до 1000 м на севере и от 900 до 1200 м на юге. Это, прежде всего, смешанные широколиственные дубовые леса: дуб густой (Quercus frainetto), австрийский (Q. cerris), пушистый (Q. pubescens) и македонский (Q. trojana). В этом поясе албанцы так же разводят много фруктовых пород, как и в прибрежном, добавляя к ним грецкий орех (Juglans regia) и каштан съедобный (Castanea sativa).
- Буковый пояс представлен высокопроизводительными лесными группировками смешанных и исключительно буковых лесов на высотах от 1000 до 1600 м. над уровнем моря на севере и от 1200 до 1800 м. над уровнем моря на юге. В смешанных лесах этого пояса хвойные породы представлены пихтой македонской (Abies borisii-regis) и греческой (A. cephalonica), тисом ягодным (Taxus baccata), сосна румелийская (Pinus peuce) и сосна панцирная (P. heldreichii), которая встречается в верхнем поясе до высоты 2100 м. над уровнем моря.

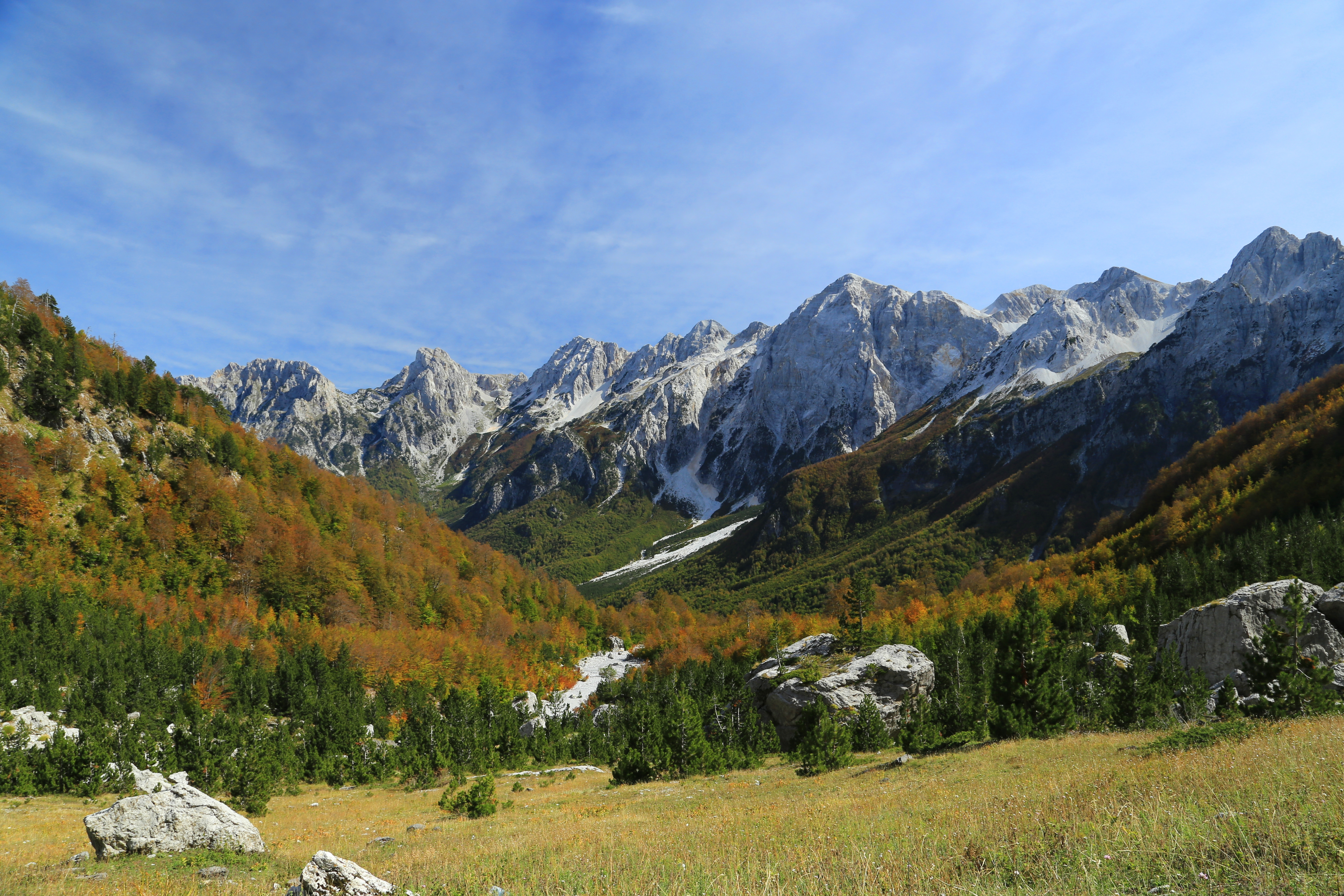
Смешанные леса севера страны
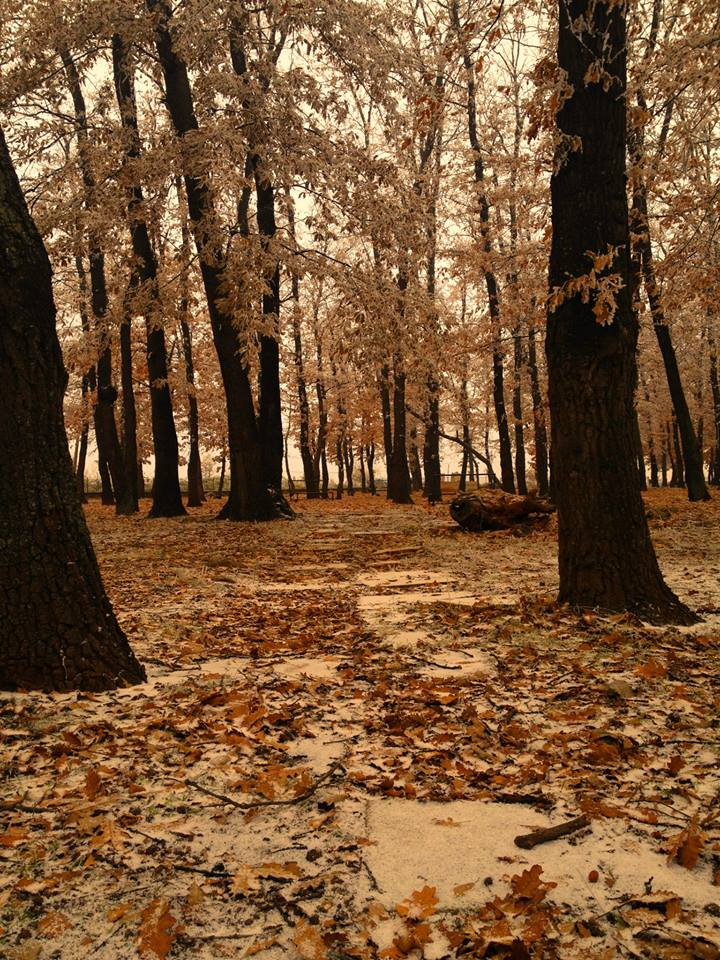
Дубовая роща
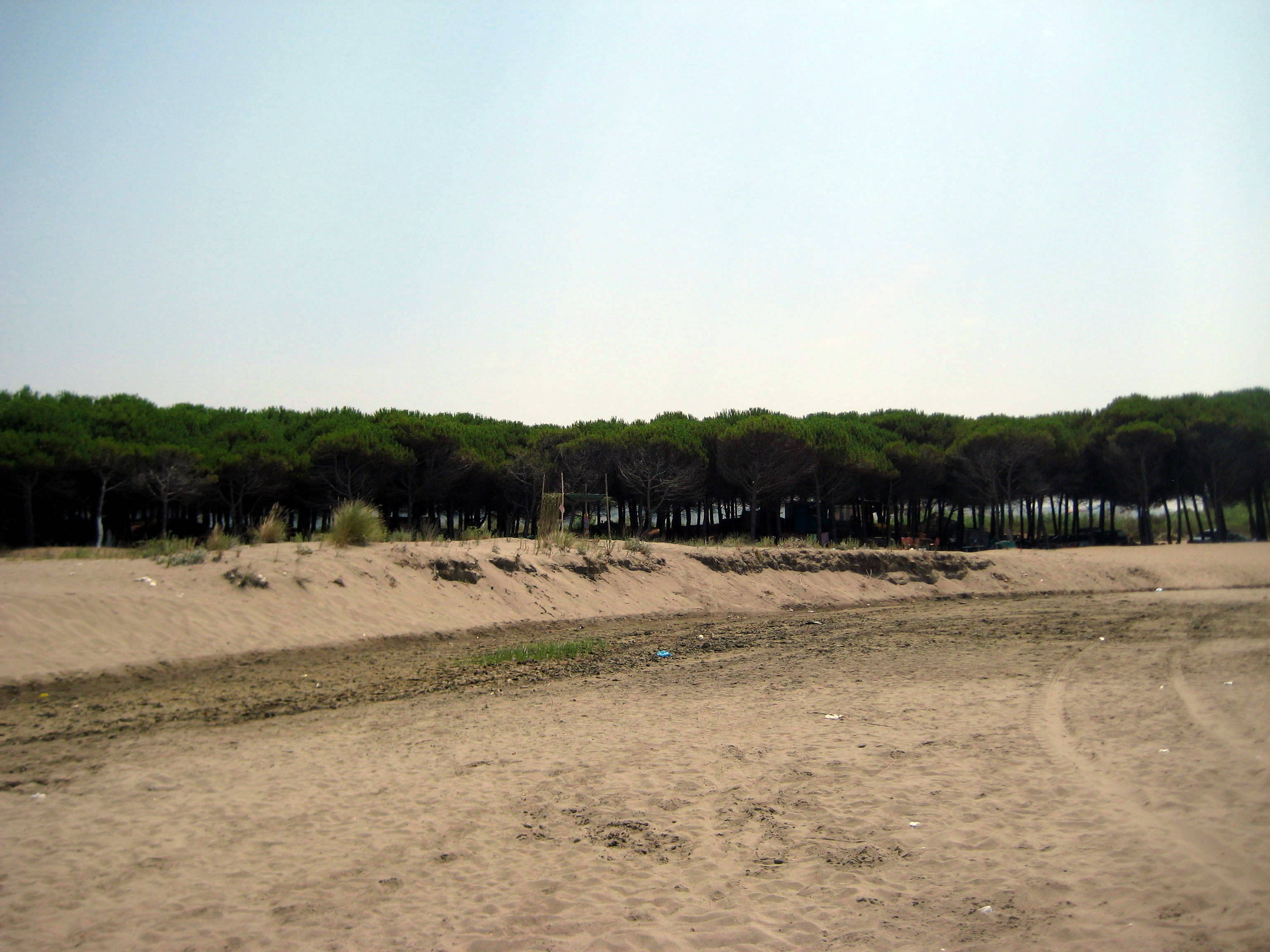
Сосны на побережьи
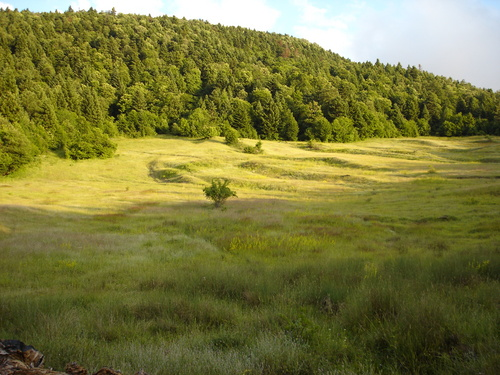
Леса юга страны

## Лесное хозяйство
Средняя продуктивность лесов страны достаточно низкая - 62 м³/га, только 30% лесов могут представлять хозяйственное значение для лесозаготовки.
После Второй мировой войны с введением плановой экономики в Албании лесное хозяйство перешло в руки государства. В коммунистические времена ежегодный объем лесозаготовки составил 2,5 миллиона м³. Были возведены предприятия деревообрабатывающей промышленности, налажен выпуск мебели, скипидара, ацетона, спирта. Такие деревообрабатывающие предприятия были открыты в Шкодере, Тиране и Эльбасани, а также на местах лесных рубок. Северный кластер лесной промышленности был создан на левом берегу Дрина: Кабаш, Фуша-э-Аресит, Крюезиу, Шемрия; южный кластер в Черменици и Яблонице Мокрой: Бидза, Стеблева, Хотолишти, Пишнаши, Наградець.

## Лесоразведение
Во времена государственной плановой экономики в Албании велось целенаправленное улучшение производительности лесных массивов: высаживались австрийский дуб, румелийская и панцирная сосны; для осушения заболоченных низменностей высаживался эвкалипт.
Из-за интенсивного перевыпаса скота на горных склонах и сведения лесных массивов массово стали распространяться эрозия и оползни. Чтобы предотвратить эти негативные разрушительным явлениям на опасных склонах высаживаются лесозащитные полосы.
В прибрежной полосе с теплым средиземноморским климатом высаживались плантации маслин.
Лесным хозяйством занимается Министерство лесов и внутренних вод Албании.